# Bandera de Ripollet
La bandera oficial de Ripollet té la següent descripció:
Bandera apaïsada, de proporcions dos d'alt per tres de llarg, amb una banda blau clar d'amplària 13/36 de la llargària del drap, la vora del costat del vol de la qual traçada des del punt situat a 25/72 de la vora superior, comptant des de l'asta, fins l'angle inferior del vol, deixant formats un triangle porpra a l'asta i un de groc al vol; la banda, carregada amb un pollet groc, mirant a l'asta, d'alçària 5/24 de la del drap i llargària 1/8 de la del mateix drap, posat a 1/12 de la vora superior i a 1/12 de la de l'asta.
Va ser aprovada el 26 de maig de 2006 i publicada en el DOGC el 22 de juny del mateix any amb el número 4660.